# Festival da Jazz
Das Festival da Jazz (rätoromanisch im Idiom Puter für Jazzfestival) findet seit 2008 jährlich zwischen Mitte Juli und Mitte August in St. Moritz im Oberengadin in der Schweiz statt.

## Organisation
Das Festival wurde 2008 von Christian Jott Jenny gegründet. Zentrale Spielstätte ist der ausserhalb der Konzertsaison für die Öffentlichkeit geschlossene Dracula Club, der 1972 von Gunter Sachs gegründet wurde und heute von dessen Sohn, Rolf Sachs, als Präsident geführt wird. 2011 kam die Miles Davis Lounge als zweite Spielstätte im nahegelegenen Kulm Hotel dazu. Während des Festivals finden jeden Sonntag öffentliche Konzerte auf dem Hauptplatz von
St. Moritz statt. Seit 2012 Jahr ist die Gesamtzahl der Konzerte auf über 50 angestiegen.